# Transformació de seqüències
En matemàtiques, una transformació de seqüències és un operador que actua sobre un espai de seqüències donat (un espai de seqüències). Les transformacions de seqüències inclouen mapes lineals com ara la convolució discreta amb una altra seqüència i la represa d'una seqüència i mapes no lineals, de manera més general. S'utilitzen habitualment per a l'acceleració en sèrie, és a dir, per millorar la velocitat de convergència d'una seqüència o sèrie lentament convergent. Les transformacions de seqüències també s'utilitzen habitualment per calcular numèricament l'antilímit d'una sèrie divergent, i s'utilitzen conjuntament amb mètodes d'extrapolació.
Els exemples clàssics de transformacions de seqüències inclouen la transformada binomial, la transformada de Möbius i la transformada de Stirling.

## Definicions
Per a una seqüència determinada
{\displaystyle (s_{n})_{n\in \mathbb {N} },\,}
i una transformació de seqüència {\displaystyle \mathbf {T} ,} la seqüència resultant de la transformació per {\displaystyle \mathbf {T} } és
{\displaystyle \mathbf {T} ((s_{n}))=(s'_{n})_{n\in \mathbb {N} },}
on els elements de la seqüència transformada es calculen normalment a partir d'un nombre finit de membres de la seqüència original, per exemple
{\displaystyle s_{n}'=T_{n}(s_{n},s_{n+1},\dots ,s_{n+k_{n}})}
per algun nombre natural {\displaystyle k_{n}} per a cadascun {\displaystyle n} i una funció multivariant {\displaystyle T_{n}} de {\displaystyle k_{n}+1} variables per a cadascun {\displaystyle n.} Vegeu, per exemple, la transformada binomial i el procés delta-quadrat d'Aitken. En el cas més simple els elements de les seqüències, el {\displaystyle s_{n}} i {\displaystyle s'_{n}}, són nombres reals o complexos. De manera més general, poden ser elements d'algun espai vectorial o àlgebra.
Si les funcions multivariants {\displaystyle T_{n}} són lineals en cadascun dels seus arguments per a cada valor de {\displaystyle n,} per exemple si
{\displaystyle s'_{n}=\sum _{m=0}^{k_{n}}c_{n,m}s_{n+m}}
per a algunes constants {\displaystyle k_{n}} i {\displaystyle c_{n,0},\dots ,c_{n,k_{n}}} per a cadascun {\displaystyle n,} després la transformació de la seqüència {\displaystyle \mathbf {T} } s'anomena transformació de seqüència lineal. Les transformacions de seqüències que no són lineals s'anomenen transformacions de seqüències no lineals.
En el context de l'acceleració en sèrie, quan la seqüència original {\displaystyle (s_{n})} i la seqüència transformada {\displaystyle (s'_{n})} compartir el mateix límit {\displaystyle \ell } com {\displaystyle n\rightarrow \infty ,} es diu que la seqüència transformada té una velocitat de convergència més ràpida que la seqüència original si
{\displaystyle \lim _{n\to \infty }{\frac {s'_{n}-\ell }{s_{n}-\ell }}=0.}
Si la seqüència original és divergent, la transformació de la seqüència pot actuar com un mètode d'extrapolació a un antilímit {\displaystyle \ell }.

## Exemples
Els exemples més senzills de transformacions de seqüències inclouen el desplaçament de tots els elements per un nombre enter {\displaystyle k} això no depèn {\displaystyle n,}{\displaystyle s'_{n}=s_{n+k}} si {\displaystyle n+k\geq 0} i 0 en cas contrari, i la multiplicació escalar de la seqüència alguna constant {\displaystyle c} això no depèn {\displaystyle n,}{\displaystyle s'_{n}=cs_{n}.} Aquests són tots dos exemples de transformacions de seqüències lineals.
Exemples menys trivials inclouen la convolució discreta de seqüències amb una altra seqüència de referència. Un exemple particularment bàsic és l'operador de diferència, que és la convolució amb la seqüència {\displaystyle (-1,1,0,\ldots )} i és un anàleg discret de la derivada ; tècnicament, l'operador de desplaçament i la multiplicació escalar també es poden escriure com a convolucions discretes trivials. La transformada binomial i la transformada de Stirling són dues transformacions lineals de tipus més general.
Un exemple de transformació de seqüències no lineals és el procés delta-quadrat d'Aitken, utilitzat per millorar la velocitat de convergència d'una seqüència lentament convergent. Una forma estesa d'això és la transformació de Shanks. La transformada de Möbius també és una transformació no lineal, només possible per a seqüències senceres.